# Il turco in Italia
Il turco in Italia (tiếng Việt: Người Thổ Nhĩ Kỳ ở Ý) là vở opera 2 màn của nhà soạn nhạc nổi tiếng Gioachino Rossini. Tác phẩm được viết lời bởi Felice Romani. Lời của vở opera này là sự viết lại lời mà Caterino Mazzolà viết cho vở cùng tên của nhà soạn nhạc người Đức Franz Seydelmann, được sáng tác vào năm 1788. Il turco in Italia là một vở opera buffa và có chịu ảnh hưởng từ vở Così fan tutte của Wolfgang Amadeus Mozart. Nó rất vui nhộn, thu hút, có cốt truyện gần giống với L’italiana in Algeri. Tác phẩm được trình diễn lần đầu tiên vào ngày 14 tháng 8 năm 1814 tại La Scala, Milan, Ý. 